# دانشگاه پنیاناسترا کامبوج
دانشگاه پنیاناسترا کامبوج (به لاتین: Paññāsāstra University of Cambodia) یک دانشگاه در کامبوج است که در پنوم‌پن واقع شده‌است.